# Torneo Clausura 2008 (Bolivia)
El Torneo Clausura 2008 fue el segundo campeonato del fútbol boliviano en el 2008. Se llevó a cabo entre agosto y noviembre de 2008 en una fase de grupos, semifinales y finales:
El campeón fue el Aurora de Cochabamba, que superó en la final al Blooming, en un partido de Desempate, tras jugar 2 finales.
Los equipos compiten en 2 grupos regionalizados, el grupo A con los 6 equipos del Este y el grupo B con los 6 equipos del Oeste de Bolivia. Dentro de cada grupo se juega todos contra todos, para un total de 10 fechas. Los dos mejores equipos de cada grupo clasifican a las semifinales.

## Sistema de competición
Se llevó a cabo entre los meses de agosto y noviembre del 2008 en una fase de grupos, semifinales y finales:

## Primera fase
Los equipos compiten en 2 grupos regionalizados, el grupo A con los 6 equipos del Este y el grupo B con los 6 equipos del Oeste de Bolivia. Dentro de cada grupo se juega todos contra todos, para un total de 10 fechas. Los dos mejores equipos de cada grupo clasifican a las semifinales.

### Grupo A
| Equipo | Equipo            | Pts | PJ | G | E | P | GF | GC | DIF |
| ------ | ----------------- | --- | -- | - | - | - | -- | -- | --- |
| 1      | Blooming          | 20  | 10 | 6 | 2 | 2 | 18 | 9  | +9  |
| 2      | Aurora            | 19  | 10 | 6 | 1 | 3 | 17 | 10 | +7  |
| 3      | Oriente Petrolero | 16  | 10 | 4 | 4 | 2 | 12 | 8  | +4  |
| 4      | Real Mamoré       | 12  | 10 | 3 | 3 | 4 | 10 | 10 | 0   |
| 5      | Wilstermann       | 12  | 10 | 3 | 3 | 4 | 10 | 11 | -1  |
| 6      | Guabirá           | 4   | 10 | 1 | 1 | 8 | 8  | 27 | -19 |

|  |                              |
|  | Clasificados a la Semifinal. |
|  | Eliminados.                  |

Pts=Puntos; PJ=Partidos jugados; G=Partidos ganados; E=Partidos empatados; P=Partidos perdidos; GF=Goles a favor; GC=Goles en contra
 Resultados del Grupo A 
| Aurora            | 1 - 0 | Guabirá     | Félix Capriles          | 3 de agosto | 16:00 |
| Oriente Petrolero | 2 - 0 | Wilstermann | Ramón Tahuichi Aguilera | 3 de agosto | 16:00 |
| Real Mamoré       | 0 - 1 | Blooming    | Gran Mamoré             | 3 de agosto | 16:00 |

| Blooming    | 2 - 1 | Aurora            | Ramón Tahuichi Aguilera | 8 de agosto  | 20:30 |
| Guabirá     | 1 - 1 | Oriente Petrolero | Gilberto Parada         | 8 de agosto  | 20:00 |
| Wilstermann | 1 - 0 | Real Mamoré       | Félix Capriles          | 11 de agosto | 20:00 |

| Real Mamoré       | 2 - 1 | Aurora   | Gran Mamoré             | 17 de agosto | 16:00 |
| Oriente Petrolero | 2 - 0 | Blooming | Ramón Tahuichi Aguilera | 17 de agosto | 18:00 |
| Wilstermann       | 3 - 0 | Guabirá  | Félix Capriles          | 17 de agosto | 16:00 |

| Aurora   | 3 - 1 | Oriente Petrolero | Félix Capriles          | 23 de agosto | 16:00 |
| Guabirá  | 1 - 3 | Real Mamoré       | Gilberto Parada         | 24 de agosto | 16:00 |
| Blooming | 2 - 0 | Wilstermann       | Ramón Tahuichi Aguilera | 24 de agosto | 18:00 |

| Guabirá           | 1 - 5 | Blooming    | Gilberto Parada         | 31 de agosto | 16:00 |
| Oriente Petrolero | 1 - 1 | Real Mamoré | Ramón Tahuichi Aguilera | 31 de agosto | 18:00 |
| Wilstermann       | 1 - 1 | Aurora      | Félix Capriles          | 31 de agosto | 17:00 |

| Blooming    | 3 - 0 | Guabirá           | Ramón Tahuichi Aguilera | 14 de septiembre | 18:00 |
| Aurora      | 1 - 0 | Wilstermann       | Félix Capriles          | 15 de septiembre | 16:00 |
| Real Mamoré | 0 - 0 | Oriente Petrolero | Gran Mamoré             | 16 de septiembre | 20:00 |

| Aurora   | 2 - 1 | Real Mamoré       | Félix Capriles          | 21 de septiembre | 16:00 |
| Guabirá  | 2 - 3 | Wilstermann       | Gilberto Parada         | 21 de septiembre | 16:00 |
| Blooming | 2 - 0 | Oriente Petrolero | Ramón Tahuichi Aguilera | 21 de septiembre | 18:00 |

| Wilstermann       | 1 - 1 | Blooming | Félix Capriles          | 24 de septiembre | 20:00 |
| Real Mamoré       | 0 - 1 | Guabirá  | Gran Mamoré             | 25 de septiembre | 20:00 |
| Oriente Petrolero | 1 - 0 | Aurora   | Ramón Tahuichi Aguilera | 25 de septiembre | 20:30 |

| Real Mamoré       | 1 - 0 | Wilstermann | Gran Mamoré             | 28 de septiembre | 16:00 |
| Aurora            | 2 - 0 | Blooming    | Félix Capriles          | 28 de septiembre | 16:00 |
| Oriente Petrolero | 3 - 0 | Guabirá     | Ramón Tahuichi Aguilera | 28 de septiembre | 18:00 |

| Blooming    | 2 - 2 | Real Mamoré       | Ramón Tahuichi Aguilera | 2 de octubre | 20:00 |
| Guabirá     | 2 - 5 | Aurora            | Gilberto Parada         | 2 de octubre | 20:00 |
| Wilstermann | 1 - 1 | Oriente Petrolero | Félix Capriles          | 2 de octubre | 20:00 |

### Grupo B
| Equipo | Equipo        | Pts | PJ | G | E | P | GF | GC | DIF |
| ------ | ------------- | --- | -- | - | - | - | -- | -- | --- |
| 1      | Real Potosí   | 16  | 10 | 5 | 1 | 4 | 14 | 9  | +5  |
| 2      | La Paz FC     | 16  | 10 | 4 | 4 | 2 | 13 | 12 | +1  |
| 3      | Bolívar       | 15  | 10 | 4 | 3 | 3 | 18 | 18 | 0   |
| 4      | Universitario | 13  | 10 | 3 | 4 | 3 | 11 | 13 | -2  |
| 5      | The Strongest | 11  | 10 | 2 | 5 | 3 | 16 | 21 | -5  |
| 6      | San José      | 9   | 10 | 2 | 3 | 5 | 15 | 14 | +1  |

|  |                              |
|  | Clasificados a la Semifinal. |
|  | Eliminados.                  |

Pts=Puntos; PJ=Partidos jugados; G=Partidos ganados; E=Partidos empatados; P=Partidos perdidos; GF=Goles a favor; GC=Goles en contra
 Resultados del Grupo B 
| La Paz FC   | 3 - 2 | Universitario | Hernando Siles        | 3 de agosto | 14:00 |
| Bolívar     | 3 - 2 | San José      | Hernando Siles        | 3 de agosto | 16:00 |
| Real Potosí | 2 - 0 | The Strongest | Victor Agustín Ugarte | 3 de agosto | 15:30 |

| The Strongest | 1 - 0 | La Paz FC   | Hernando Siles  | 8 de agosto  | 20:00 |
| Universitario | 1 - 1 | Bolívar     | Olímpico Patria | 8 de agosto  | 20:00 |
| San José      | 1 - 2 | Real Potosí | Hernando Siles  | 11 de agosto | 20:00 |

| Bolívar       | 0 - 1 | Real Potosí   | Hernando Siles  | 17 de agosto | 14:00 |
| La Paz FC     | 1 - 1 | San José      | Hernando Siles  | 17 de agosto | 16:00 |
| Universitario | 0 - 0 | The Strongest | Olímpico Patria | 17 de agosto | 16:00 |

| Real Potosí   | 0 - 1 | La Paz FC     | Victor Agustín Ugarte | 24 de agosto | 15:30 |
| San José      | 0 - 1 | Universitario | Félix Capriles        | 24 de agosto | 15:30 |
| The Strongest | 2 - 4 | Bolívar       | Hernando Siles        | 24 de agosto | 15:30 |

| La Paz FC     | 0 - 0 | Bolívar     | Hernando Siles  | 30 de agosto | 15:30 |
| Universitario | 1 - 0 | Real Potosí | Olímpico Patria | 31 de agosto | 15:30 |
| The Strongest | 2 - 1 | San José    | Hernando Siles  | 31 de agosto | 15:30 |

| San José    | 1 - 1 | The Strongest | Félix Capriles        | 13 de septiembre | 16:00 |
| Bolívar     | 1 - 3 | La Paz FC     | Hernando Siles        | 14 de septiembre | 15:30 |
| Real Potosí | 2 - 0 | Universitario | Victor Agustín Ugarte | 14 de septiembre | 15:30 |

| La Paz FC     | 2 - 1 | Real Potosí   | Hernando Siles  | 21 de septiembre | 14:00 |
| Bolívar       | 3 - 3 | The Strongest | Hernando Siles  | 21 de septiembre | 16:00 |
| Universitario | 2 - 1 | San José      | Olímpico Patria | 21 de septiembre | 15:30 |

| The Strongest | 3 - 3 | Universitario | Hernando Siles        | 24 de septiembre | 20:00 |
| Real Potosí   | 1 - 2 | Bolívar       | Victor Agustín Ugarte | 24 de septiembre | 20:00 |
| San José      | 3 - 0 | La Paz FC     | Félix Capriles        | 25 de septiembre | 16:00 |

| Bolívar     | 3 - 1 | Universitario | Hernando Siles        | 27 de septiembre | 15:30 |
| La Paz FC   | 3 - 3 | The Strongest | Hernando Siles        | 28 de septiembre | 15:30 |
| Real Potosí | 1 - 1 | San José      | Victor Agustín Ugarte | 28 de septiembre | 15:30 |

| San José      | 4 - 1 | Bolívar     | Félix Capriles  | 1 de octubre | 20:00 |
| The Strongest | 1 - 4 | Real Potosí | Hernando Siles  | 1 de octubre | 20:00 |
| Universitario | 0 - 0 | La Paz FC   | Olímpico Patria | 1 de octubre | 20:00 |

## Fase Final
|  | Semifinales          | Semifinales          | Semifinales          |   |              | Final               | Final               | Final               | Final               |  |
|  | Del 19-oct al 23-oct | Del 19-oct al 23-oct | Del 19-oct al 23-oct |   |              | Del 26-oct al 3-nov | Del 26-oct al 3-nov | Del 26-oct al 3-nov | Del 26-oct al 3-nov |  |
|  |                      |                      |                      |   |              |                     |                     |                     |                     |  |
|  |                      |                      |                      |   |              |                     |                     |                     |                     |  |
|  | La Paz FC (L)        | 2                    | 0                    |   |              |                     |                     |                     |                     |  |
|  | La Paz FC (L)        | 2                    | 0                    |   |              |                     |                     |                     |                     |  |
|  | Blooming             | 1                    | 5                    |   |              |                     |                     |                     |                     |  |
|  | Blooming             | 1                    | 5                    |   | Blooming (L) | 2                   | 0                   | 2 [3]               |                     |  |
|  |                      |                      |                      |   | Blooming (L) | 2                   | 0                   | 2 [3]               |                     |  |
|  |                      |                      | Aurora               | 0 | 3            | 2 [4]               |                     |                     |                     |  |
|  | Real Potosí (L)      | 1                    | Aurora               | 0 | 3            | 2 [4]               | 0                   |                     |                     |  |
|  | Real Potosí (L)      | 1                    |                      |   |              |                     | 0                   |                     |                     |  |
|  | Aurora               | 1                    | 2                    |   |              |                     |                     |                     |                     |  |
|  | Aurora               | 1                    | 2                    |   |              |                     |                     |                     |                     |  |
|  |                      |                      |                      |   |              |                     |                     |                     |                     |  |

(L): En cada llave, el equipo ubicado en la primera línea es el que ejerce la localía en el partido de ida.
[ ]: Resultado en definición a penales.

#### Semifinales
Se juegan dos partidos de ida y vuelta entre el 1.er. y el 2.º lugar de cada grupo en la primera fase. Los ganadores avanzan a la final y los criterios para determinar a estos son: resultado agregado, goles de visita y definición por penales, en ese orden.
| La Paz FC (L) | 2 | 0 | 2 |
| Blooming      | 1 | 5 | 6 |

(L): Local en el partido de ida
|  | Finalista |

 Detalle los Partidos de Ida y Vuelta de la Semifinal 1:
| 19 de octubre de 2008, 16:30 Hrs                      | La Paz FC                                         | 2:1 (1:0) | Blooming          | Estadio Hernando Siles, La Paz                            |                                                           |
|                                                       | Regis de Souza 24' · Carlos Javier López a.g. 70' |           | Joselito Vaca 63' | Asistencia: 2.829 espectadores Árbitro(s): Marcelo Ortubé | Asistencia: 2.829 espectadores Árbitro(s): Marcelo Ortubé |
| Semifinal 1 del Torneo Clausura 2008 - Partido de ida |                                                   |           |                   |                                                           |                                                           |

| 23 de octubre de 2008, 20:30 Hrs                         | Blooming                                                                                                  | 5:0 (2:0) | La Paz FC | Estadio Ramon Tahuichi Aguilera, Santa Cruz             |                                                         |
|                                                          | Hernán Boyero 21' · Carlos Saucedo 34' · Luis Carlos Vieira 71' · Carlos Sabja 79' · Gualberto Mojica 81' |           |           | Asistencia: 13.366 espectadores Árbitro(s): Ivan Gamboa | Asistencia: 13.366 espectadores Árbitro(s): Ivan Gamboa |
| Semifinal 1 del Torneo Clausura 2008 - Partido de Vuelta | |           |           |                                                         |                                                         |

| Real Potosí (L) | 1 | 0 | 1 |
| Aurora          | 1 | 2 | 3 |

(L): Local en el partido de ida
|  | Finalista |

 Detalle los Partidos de Ida y Vuelta de la Semifinal 2:
| 19 de octubre de 2008, 14:30 Hrs                      | Real Potosí        | 1:1 (1:0) | Aurora                 | Víctor Agustín Ugarte, Potosí                                 |                                                               |
|                                                       | Gonzalo Galindo 5' |           | Vladimir Castellón 57' | Asistencia: 10.100 espectadores Árbitro(s): Joaquín Antequera | Asistencia: 10.100 espectadores Árbitro(s): Joaquín Antequera |
| Semifinal 2 del Torneo Clausura 2008 - Partido de ida |                    |           |                        |                                                               |                                                               |

| 22 de octubre de 2008, 20:00 Hrs                         | Aurora                                         | 2:0 (1:0) | Real Potosí | Félix Capriles, Cochabamba                                 |                                                            |
|                                                          | Germán Leonforte 10' · Federico Bongioanni 41' |           |             | Asistencia: 23.433 espectadores Árbitro(s): Marcelo Ortubé | Asistencia: 23.433 espectadores Árbitro(s): Marcelo Ortubé |
| Semifinal 2 del Torneo Clausura 2008 - Partido de Vuelta |                                                |           |             |                                                            |                                                            |

#### Finales
Se juegan dos partidos de ida y vuelta, la diferencia de goles no cuenta. En caso de empate en puntos en ambos partidos, se juega un partido de desempate en cancha neutral. En caso de empate en tiempo reglamentario en este tercer partido, se define por penales. El ganador clasificó a la Copa Libertadores 2009 como Bolivia 2, mientras el subcampeón clasificó a la Copa Sudamericana 2009 como Bolivia 2.
| Blooming (L) | 2 | 0 | 3 | 2 [3] |
| Aurora       | 0 | 3 | 3 | 2 [4] |

(L) Local en el partido de ida; (*) Partido de Desempate en Sucre
[ ] Resultado en definición a penales
|  | Campeón del Torneo Clausura 2008 |

 Detalle los Partidos de Ida, Vuelta y Desempate de la Final:
| 26 de octubre de 2008, 18:00 Hrs                | Blooming                                        | 2:0 (1:0) | Aurora | Ramón Tahuichi Aguilera, Santa Cruz                        |                                                            |
|                                                 | Alejandro Schiapparelli 34' · Hernán Boyero 74' |           |        | Asistencia: 23.455 espectadores Árbitro(s): Marcelo Ortubé | Asistencia: 23.455 espectadores Árbitro(s): Marcelo Ortubé |
| Final del Torneo Clausura 2008 - Partido de ida |                                                 |           |        |                                                            |                                                            |

| 29 de octubre de 2008, 20:00 Hrs                   | Aurora                                                   | 3:0 (0:0) | Blooming | Félix Capriles, Cochabamba                              |                                                         |
|                                                    | Federico Bongioanni 64' (Penal) · Ivan Huayhuata 79' 92' |           |          | Asistencia: 26.975 espectadores Árbitro(s): Jose Jordan | Asistencia: 26.975 espectadores Árbitro(s): Jose Jordan |
| Final del Torneo Clausura 2008 - Partido de Vuelta |                                                          |           |          |                                                         |                                                         |

| 3 de noviembre de 2008, 17:00 Hrs                     | Aurora                                                                                          | 2:2 (1:2) (4:3 p.)         | Blooming                                                                            | Olímpico Patria, Sucre                                                  |                                                                         |
|                                                       | Aquilino Villalba 9' 50'                                                                        |                            | Gualberto Mojica 15' · Hernán Boyero 20'                                            | Asistencia: 10.969 espectadores espectadores Árbitro(s): Marcelo Ortubé | Asistencia: 10.969 espectadores espectadores Árbitro(s): Marcelo Ortubé |
|                                                       |                                                                                                 | Tiros desde el punto penal |                                                                                     |                                                                         |                                                                         |
|                                                       | Federico Bongioanni · Aldo Gutiérrez · Silvio Dulcich · Julio César Hurtado · Aquilino Villalba |                            | Joselito Vaca · Luis Carlos Vieira · Hermán Soliz · Rosauro Rivero · Carlos Saucedo |                                                                         |                                                                         |
| Final del Torneo Clausura 2008 – Partido de Desempate |                                                                                                 |                            |                                                                                     |                                                                         |                                                                         |

Aurora gana así su segundo título de Primera División y el primero en la era de LFPB.
|                                                                |
| Campeón Aurora 1º Título Liguero 2º Título de Primera División |

- Máximo Goleador:  Luis Hernán Sillero (Real Potosí) – 17 goles.